# GNU Savannah

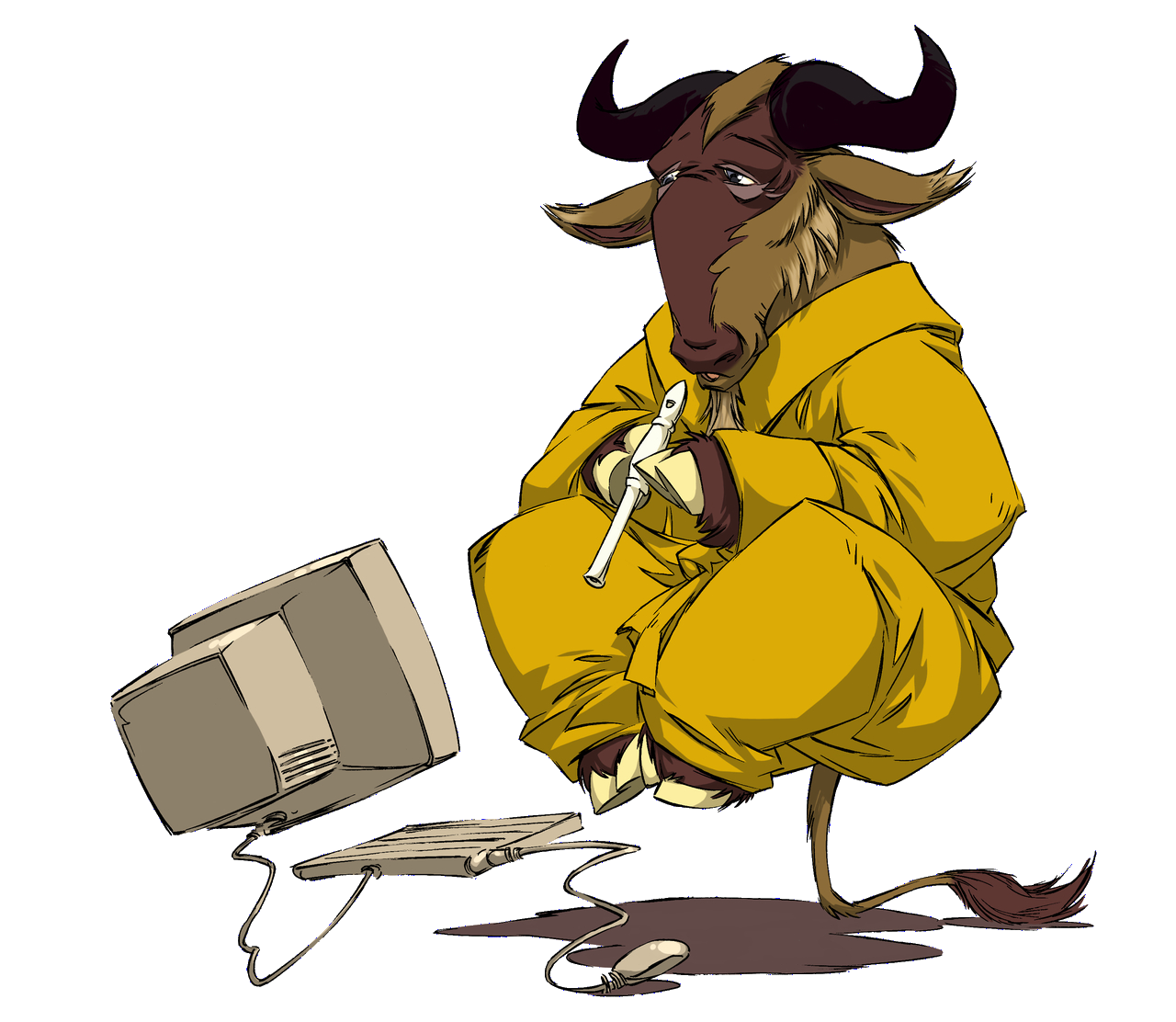

GNU Savannah는 자유 소프트웨어 재단의 프로젝트 가운데 하나로 Loïc Dachary에 의해 세워졌다. 역할은 자유 소프트웨어 프로젝트를 위한 소프트웨어 개발 협력 관리. GNU 프로젝트 소속 여부에 따라 GNU 프로젝트의 소프트웨어들을 호스팅하는 savannah.gnu.org와 그렇지 않은 소프트웨어들을 호스팅하는 savannah.nongnu.org로 나뉘며 현재 CVS, GNU arch, Subversion, Git, Mercurial, Bazaar 등을 지원하고 메일링 리스트, 웹 호스팅, 파일 호스팅, 버그 추적 서비스 등을 제공한다. 사이트 자체는 Savane라는 소프트웨어를 기반으로 하는데 이는 소스포지의 기반과 동일한 소프트웨어를 기반으로 하여 만들어졌다.
자유 소프트웨어 프로젝트를 위하여 만들어졌기 때문에 자유 소프트웨어만을 호스팅하며 어도비 플래시 등 비자유 포맷의 사용은 금지되어 있다. 또한 프로젝트를 등록할 때 자유 소프트웨어 라이선스들 가운데 어떤 것을 사용할 것인지를 반드시 선택해야 한다.

## Savane
Savane는 소프트웨어 호스팅 소프트웨어로 PHP 기반이나 현재 Python, Django, CSS로의 재작성이 이루어지고 있다.

## 같이 보기
- 소스포지
- AVR-GCC

## 관련 사이트
- https://savannah.gnu.org/ - Savannah 공식 사이트 - GNU 프로젝트용
- https://savannah.nongnu.org/ - Savannah 공식 사이트 - 비-GNU 프로젝트용